# 34014 Pingali
34014 Pingali este o planetă minoră (asteroid) din centura de asteroizi. A fost descoperită pe 23 iulie 2000 la Experimental Test Site⁠(d) de Lincoln Near-Earth Asteroid Research. 
Obiectul prezintă o orbită caracterizată de o semiaxă mare de 2,5656826 UAi, o excentricitate de 0,1, o înclinație de 2,18412 ° în raport cu ecliptica.